# 巴尔容
巴尔容（法語：Barjon，法語發音：[baʁʒɔ̃]）是法国科多尔省的一个市镇，位于该省东部偏北，属于第戎区。

## 地理
巴尔容（47°36'42"N, 4°57'32"E）面积4.57 平方千米，位于法国勃艮第-弗朗什-孔泰大區科多尔省，该省份为法国中东部省份，北起奥布省，西接涅夫勒省和约讷省，南至索恩-卢瓦尔省，东南接汝拉省，东临上索恩省，东北部与上马恩省接壤。
与巴尔容接壤的市镇（或旧市镇、城区）包括：弗赖尼奥和韦夫罗特、普瓦瑟勒莱索、萨利沃、阿沃。
巴尔容的时区为UTC+01:00、UTC+02:00（夏令时）。

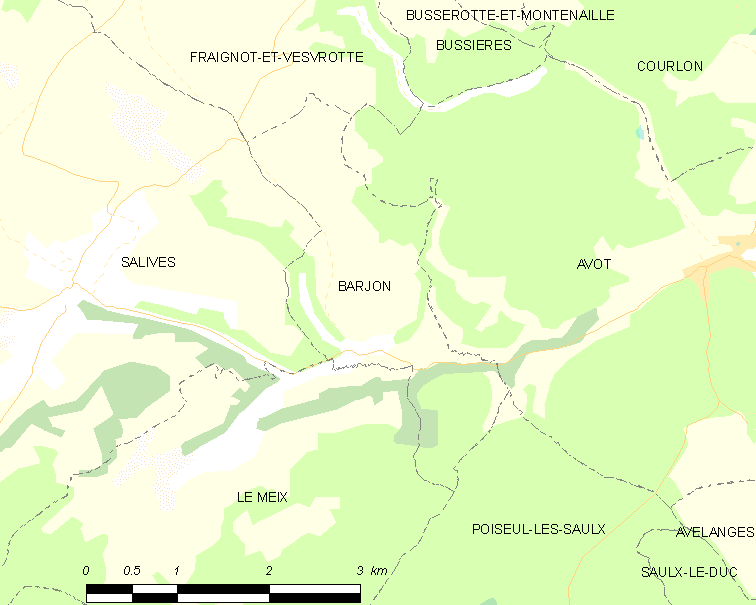
巴尔容的OSM定位图

## 行政
巴尔容的邮政编码为21580，INSEE市镇编码为21049。

## 政治
巴尔容所属的省级选区为蒂耶河畔伊斯县。

## 交通
科多尔省省道D19线经过境内。

## 人口

1962-2008年间巴尔容人口变化图示

巴尔容于2022年1月1日时的人口数量为34人。